# 议政大臣
议政大臣（转写：hebe -i amban），清朝官职，议政王大臣会议（议政处）官员，是辅佐皇帝来议论国事的肱股之臣，乾隆后期被裁撤。
清朝创制初期，设议政王大臣数员，均为满族大臣担任。凡军国重务不由内阁官员发布的，均交由议政大臣会议。雍正年间，因雍正帝设立军机处，议政之权遂微，只保留名义。1792年（乾隆五十七年），乾隆帝下旨撤除。
1861年夏，恭亲王奕訢与慈安太后和慈禧太后合谋发动辛酉政变，成功夺取政权后，被授予“议政王大臣”之銜。1917年张勋复辟时期，重新设立“议政大臣”的职务，以宣统帝溥仪名义授予張勳、王士珍、陳寶琛、梁敦彥、劉廷琛、袁大化、張鎮芳七人为内阁议政大臣。